# Anton Kohnen
Anton Kohnen (* 20. Februar 1889 in Lindern (Oldenburg); † 9. März 1985 in Oldenburg (Oldenburg)) war ein Politiker und NSDAP-Funktionär.

## Leben
Anton Kohnen, geboren als Sohn eines Hauptlehrers im südoldenburgischen Lindern, leitete seine Herkunft von einem alten Hümmlinger Bauerngeschlecht ab und fühlte sich dem Hümmling und seiner Geschichte zeitlebens eng verbunden. Seine Mutter, Maria Anna Cloppenburg, war eine Schwester des Mitbegründers der deutsch-niederländischen Textilfirma Peek & Cloppenburg. 
Nach dem Besuch der Volksschule in Lindern und der Höheren Bürgerschule im Hümmlinger Werlte wechselte er 1904 auf das Katholische Gymnasium Antonianum in Vechta. Nach dem Abitur 1910 studierte Kohnen in Marburg, wo er der CV-Verbindung „Rhenania“ beitrat. Von Marburg wechselte er nach Berlin und Münster, wo er sein Lehramtsstudium der Fächer Deutsch, Geschichte, Französisch und Latein beendete. In Münster befreundete er sich mit Hermann Löns. 1913 promovierte Kohnen mit einer landesgeschichtlichen Arbeit. Er besaß die Fakultas für Deutsch, Geschichte und Französisch, die Lehrbefähigung für Latein holte er 1918 nach.
Mit Kriegsbeginn meldete sich Kohnen freiwillig und kam an der Ostfront in den Einsatz, was sein Leben nachhaltig prägte. 1915 wurde er wegen einer Verwundung als dienstuntauglich entlassen. Seine späteren Gegner behaupteten, er habe beim ersten Gefecht einen Nervenschock erlitten und alle Hebel in Bewegung gesetzt, um nicht mehr an die Front zu müssen.
1916 gab er in Vechta ein in weiten Teilen Krieg und Vaterland verherrlichendes Sammelwerk „Oldenburger Kriegs- und Heimatbuch“ heraus. Seine wieder aufgenommene Lehrerausbildung schloss Kohnen 1917 ab. Nach zweijähriger Tätigkeit in Rüstringen wechselte er zum katholischen Lehrerseminar in Vechta und 1925 an das Gymnasium Antonianum. Gesundheitliche Gründe und seine vielen außerschulischen Aktivitäten ließen ihm nur wenig Zeit für seine ohnehin wenig ausgeprägten pädagogischen Neigungen.
Kohnen war ein rastloser, in vielen Bereichen aktiver Mensch. Nach dem Krieg engagierte er sich für die Turnvereins-, Jugendherbergs- und Volkshochschulbewegung, insbesondere aber für die Heimatbewegung. Er wurde 1919 zweiter Vorsitzender des neu konstituierten „Heimatbundes für das Oldenburger Münsterland“. Auch hierbei war der vaterländische Gesichtspunkt Dreh- und Angelpunkt seines Wirkens. Folgerichtig stand er 1919/20 an der Spitze einer Vechtaer Heimatwehr, gehörte der Organisation „Escherich“ an, vermutlich auch der „Schwarzen Reichswehr“, war Mitglied des Kriegervereins Vechta und wurde zweiter Vorsitzender des Amtskriegerverbandes Vechta. Auch im Oldenburger Landeskriegerverband war Kohnen aktiv. Er war Mitbegründer der Vechtaer Ortsgruppe des Stahlhelms und wurde 1923 zweiter Vorsitzender des neuen Stahlhelmbezirks Südoldenburg. Im September 1933 wurde er 2. Stellvertreter des Führers des Landesverbandes Oldenburg-Bremen des Kyffhäuserbundes.

## Politische Betätigung
Politisch engagierte sich Kohnen seit seiner Zeit in Rüstringen in der katholischen Zentrumspartei. In Vechta machte der ehrgeizige Kohnen nach der Revolution in der Partei schnell Karriere. Er kam für das Zentrum in den Gemeindeausschuss und wurde bald Vorsitzender des Vechtaer Zentrums. Seine wachsende Entfremdung zur Partei infolge seiner Tätigkeit in rechten, republikfeindlichen Organisationen war wohl Grund seiner Amtsniederlegung 1921. Kohnen wechselte daraufhin zur DVP. Er rief zur Gründung eines Katholikenausschusses innerhalb der DVP auf und zog für die Partei 1923 in den Oldenburgischen Landtag ein. Ihm gehörte er zwei Legislaturperioden an, bis 1925 für die DVP, dann von 1925 bis 1925 für den so genannten Landblock "LB", einem Zusammenschluss von DVP und DNVP.
Kohnen, nun ein scharfer Zentrumsgegner, avancierte zu dem Exponenten der nationalen Rechten im katholischen Oldenburger Münsterland während der Weimarer Republik schlechthin.
Erste Sympathien für den Nationalsozialismus zeigte er bereits 1926. Als Gründer der Vechtaer NSDAP, Kohnen war zum 1. April 1931 der Partei beigetreten (Mitgliedsnummer 496.789), war er vom 28. März 1931 bis 31. Mai 1933 Ortsgruppenleiter und vom 26. Juli 1932 bis 4. Januar 1933 erster Kreisleiter von Vechta. Aufgrund seiner politischen Tätigkeit, wegen der er seine schulische Arbeit stark vernachlässigte, schied er im März 1932 freiwillig aus dem Schuldienst aus.
Im September 1933 berief ihn die NS-Landesregierung in das Oldenburger Ministerium der Kirchen und Schulen. Diese Arbeit führte er ganz im Sinne der Partei aus, um speziell die bislang widerstrebende katholische Lehrerschaft zu disziplinieren und auf NS-Kurs zu bringen. Folgerichtig trat er 1938 aus der katholischen Kirche aus und bezeichnete sich seitdem als „gottgläubig“.
1940 wechselte Kohnen in die preußische Schulaufsicht und wurde in die Schulabteilung der Regierung nach Kattowitz versetzt, wo er schnell aufstieg. Es folgten Versetzungen nach Kassel und Wiesbaden. Am 1. Juli 1940 erfolgte sein Eintritt in die SS, Mitglieds-Nr. 414782. Seine Beförderung zum SS-Hauptsturmführer erfolgte am 12. Dezember 1941. Sowohl im Osten als auch in Kassel und Wiesbaden wurde Kohnen als ehrenamtlicher Mitarbeiter für den Sicherheitsdienst des Reichsführers SS geführt.
Nach dem Kriegsende 1945 noch kurzzeitig in Oldenburg im Ministerium für Kirchen und Schulen tätig, wurde er bald verhaftet und war vom 6. Juni 1945 bis zum 22. Juli 1946 in Esterwegen interniert. Im November 1945 trat er dort wieder in die katholische Kirche ein.
Die nächsten Jahre beschäftigte sich der aus dem Schuldienst entlassene Dr. Kohnen damit, vor Gerichte eine ungekürzte Auszahlung seiner Pension zu erlangen, womit er 1950 letztlich weitgehend Erfolg hatte. Durch gezielte Lügen und zahlreiche Entlastungszeugen konnte er seine Rolle in der NS-Zeit erfolgreich verschleiern.
Materiell nun abgesichert, lebte Kohnen in Oldenburg. Dort beschäftigte er sich mit publizistischen und heimatgeschichtlichen Arbeiten, wozu er eine Fülle von Aufsätzen über die Oldenburger und emsländische Geschichte – vielfach auch in Zeitungen – veröffentlichte, die ihn weithin bekannt machten. Daher wurde er 1954 in die „Historische Kommission für Niedersachsen“ berufen, war ehrenamtlicher Beisitzer des Landesverwaltungsgerichts Oldenburg und engagierte sich in der Oldenburgischen Landschaft. Als er hochgeehrt 1985 im Alter von 96 Jahren starb, war seine NS-Tätigkeit fast vollkommen vergessen.

## Schriften (Auswahl)
- Die Grafen von Oldenburg-Wildeshausen (Inaugural-Dissertation zur Erlangung der Doktorwürde einer Hohen Philosophischen und Naturwissenschaftlichen Fakultät der Westfälischen Wilhelms-Universität zu Münster), Oldenburg 1913.
- Herausgeber von: Oldenburger Kriegs- und Heimatbuch, Vechta 1916.
- Wilhelmshaven und die deutsche Marine. Geschichtliches aus der Zeit ihrer Entstehung, in: Die Tide. Nordwestdeutsche Monatshefte, 1. Jg., Wilhelmshaven 1917/18, S. 50–57.
- Unsere U-Boote und England, in: Die Tide. Nordwestdeutsche Monatshefte, 1. Jg., Wilhelmshaven 1917/18, S. 249–261.
- Die Heimatbundbewegung, ein Weg zur nationalen Gesundung, in: Niedersachsen, 26. Jg., Bremen 1920/21, S. 6–7.
- Vechtas Befreiung im Jahre 1654. Vechtaer Heimatspiel zur Erinnerung an den Abzug der Schweden aus Vechta am Abend vor Christi Himmelfahrt 1654, Vechta 1928.
- Zur Geschichte der nationalen Bewegung im Oldenburger Münsterlande, in: [Festschrift zum] 3. Kreistag der NSDAP am Sonntag, dem 12. Juli 1936 in Vechta. Hrsg. von der NSDAP-Kreisleitung Vechta, (Vechta 1936), S. 11–14.
- Im Emslandmoor, in: Wild und Hund 46. Jg., Singhofen 1940/41, S. 168.
- Geschichte des Hümmlings, Papenburg (1950).
- Um die Freiheit des Hümmlings, in: Jahrbuch des Emsländischen Heimatvereins Bd. 1, Meppen 1953, S. 93–99.
- Levin Schücking. Ein vergessener niederdeutscher Dichter und Journalist, in: Niedersachsen, 53. Jg., Hildesheim 1953, S. 193–195.
- Aus Linderns Vergangenheit. Heimatgeschichtliche Studie, Cloppenburg [1954].
- Im Spiegel der Geschichte. Aus den Jahrbüchern des Haus- und Grundbesitzervereins Oldenburg e.V, in: 50 Jahre Haus- und Grundbesitzerverein Oldenburg e.V. 1904–1954. Rückblick und Ausblick, Oldenburg (1954), S. 9–35.
- Albert Trautmann. Der Dichter des Hümmlings, in: Niedersachsen, 54. Jg., Hildesheim 1954, S. 7–8.
- Albert Trautmann, Hümmlinger Skizzen. Aus vergangenen Tagen. Eine Auswahl mit Werken aus dem Nachlaß des Dichters, 3. Aufl. o. O. [1968], S. 154–158 [Nachwort].
- Levin Schücking, Dichter und Journalist. Zu seinem 75. Todestag am 31.8.1958, in: Jahrbuch des Emsländischen Heimatvereins Bd. 6, Meppen 1959, S. 88–95.
- Die Hünengräberstraße des Hümmlings, in: Niedersachsen, 59. Jg., Hildesheim 1959, S. 273–274.
- Kurzer Abriß der Geschichte des Hümmlings, in: Jahrbuch des Emsländischen Heimatvereins Bd. 9, Meppen 1962, S. 20–33.
- Mitherausgeber von: Linderner Chronik. Mit Skizzen und Bildern aus der Vergangenheit der Gemeinde Lindern. 2., erweiterte Aufl. Cloppenburg 1963.
- Die Freibauern-Urkunde des Hümmling von 1394, in: Emsland-Jahrbuch Bd. 2, Osnabrück 1965, S. 70–74.
- Johann Theodor Peek und Heinrich Anton Adolph Cloppenburg, in: Niedersächsische Lebensbilder. 7. Bd. Hrsg. von Edgar Kalthoff (Veröffentlichungen der Historischen Kommission für Niedersachsen 22), Hildesheim 1971, S. 184–195.
- Hümmlinger Jugenderinnerungen, in: Jahrbuch des Emsländischen Heimatbundes Bd. 21/1974/75, [Meppen o. J.], S. 9–21.